# De bruiloft van...
De bruiloft van... was een Nederlands televisieprogramma uitgezonden in 2006 en 2007.
Aanvankelijk was de programmaserie te zien op Tien, vervolgens op Talpa en later op RTL.
In het televisieprogramma werden verschillende Nederlandse stellen gevolgd op hun trouwdag. Op de trouwdag maakten zij kans op een grote geldprijs als ze elkaar exact dertig seconden kusten.

## Trivia
- Op 28 juni 2007 werd een speciale uitzending uitgekozen in verband met het huwelijk van Emile Ratelband.